# خاطرات فرانسه
خاطرات فرانسه (فرانسوی: Souvenirs d’en France‎) فیلم درام فرانسوی به کارگردانی آندره تشینه که در سال ۱۹۷۵ منتشر شد. فیلم با نشان دادن تغییرات یک خانواده ساکن در جنوب غربی در خلال دهه‌های ۱۹۳۰ تا ۱۹۷۰، تصویری از اوضاع زندگی و سیاست در فرانسه به دست می‌دهد.
منتقد مشهور پالین کیل فیلم تشنیه را «حیرت‌آور» خوانده و گفته «ممکن است تشنیه و گلدین (فیلم‌نامه‌نویس) چیزی جز سینما ندانند اما همان مقدار که سینما را می‌فهمند برای من کافیست.»

## بازیگران
- ژن مورو
- میشل اوکلر
- مری-فرانس پیزیه
- فرانسواز لوبران